# Daingerfield
Daingerfield é uma cidade  localizada no estado norte-americano do Texas, no Condado de Morris.

## Demografia
Segundo o censo norte-americano de 2000, a sua população era de 2517 habitantes.
Em 2006, foi estimada uma população de 2468, um decréscimo de 49 (-1.9%).

## Geografia
De acordo com o United States Census Bureau tem uma área de
6,3 km², dos quais 6,3 km² cobertos por terra e 0,0 km² cobertos por água. Daingerfield localiza-se a aproximadamente 121 m acima do nível do mar.

## Localidades na vizinhança
O diagrama seguinte representa as localidades num raio de 24 km ao redor de Daingerfield.